# Malesia ai Giochi della XVI Olimpiade
La Malesia partecipò ai Giochi della XVI Olimpiade svoltisi a Melbourne dal 22 novembre all'8 dicembre 1956, con una delegazione di 32 atleti, di cui 1 donna, impegnati in 5 discipline, senza aggiudicarsi medaglie. Fu la prima partecipazione olimpica per la Federazione della Malesia.